# Complainte

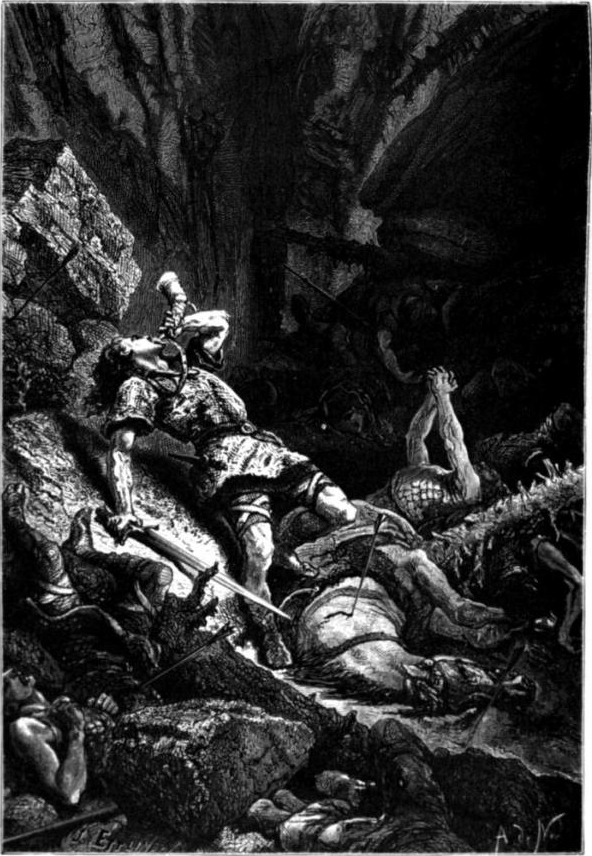
La mort de Roland à Roncevaux fut le sujet d’une complainte guerrière.

Une complainte est une chanson formée de nombreux couplets et dont le sujet est le plus souvent sombre, voire tragique. À l'opposé de la chanson de geste relatant des épopées héroïques et légendaires, c’est un poème aux formes variables mettant en scène les épreuves d'un personnage souvent réel dont l'adversité et l’infortune tournent au drame.

## Origines et composition
Au niveau poétique et prosodique, la complainte se distingue des autres formes poétiques médiévales par l'insistance des rimes. C'est pourquoi elle adopte souvent la disposition du lai, l'alternance de deux mètres sur deux rimes seulement. En voici sa formule : A7 a3 B7 A7 a3 B7 B7 b3 A7 A7 B7 b3 A7, où les lettres (A, B) représentent les rimes, les minuscules et majuscules (a, b, A, B) représentent le genre des rimes (féminine ou masculine) et les chiffres (3,7) représentent le nombre de syllabes.
La Complainte comme forme littéraire tire sans doute son origine des Lamentations canoniques de la Mésopotamie antique. Le genre des Kinot (קינות) se serait alors cristallisé au -VIe siècle avec le livre de Jérémie, qui déplore la destruction du premier Temple de Jérusalem.
Puis au Moyen Âge ces textes sont écrits en latin, les sujets le plus souvent religieux et extraits de la Bible (planctus). Mais par la suite, les complaintes sont surtout chantées par les troubadours des XIe et XIIe siècles qui développent ce genre de tradition orale avec des thèmes plus romanesques et en français. Ces chansons narratives médiévales, souvent théâtralisées pour un large public, se rapprochent ensuite de l’oraison funèbre, pleurant un disparu, évoquant sa vie et ses bienfaits. La mort de Roland à Roncevaux fut une complainte guerrière avant d’être, sous forme de chanson de geste, une véritable épopée. Cette sorte de chanson n’était, alors, pas sans analogie avec les cantilènes, qui furent le germe des grands poèmes héroïques. Une des complaintes les plus anciennes et les plus populaires fut celle du Juif errant, qui a changé successivement de forme et de style, suivant les pays et les époques. La chanson burlesque de La Palice fut, dans sa première forme originelle, un récit en complainte de la bataille de Pavie.
Le mot complainte prit ensuite l’acception de chanson populaire, composée sans art ou avec une trivialité calculée et contenant le récit d’un événement tragique ou d’un crime célèbre. Une des chansons populaires très connue de cette époque est la Complainte de Mandrin. Dans cette acception moderne, la complainte fut, au XVIIIe siècle, une des formes de la parodie. À la Révolution, elle prit une importance historique, suivant les événements un à un. Il y eut des complaintes sur la mort de Marat, sur le supplice d’Hébert. Une des plus célèbres est celle de l’attentat de la rue Saint-Nicaise, avec description du tonneau-mitrailleur :
Cette machine infernale,
Au lieu d’eau, contenait des balles.
Et cette invention d’enfer
Avait des cercles de fer.
Parmi les complaintes sur les assassinats célèbres, on se rappelle encore celle de Fualdès, avec ce portrait de l’un de ses meurtriers :
Bastide le gigantesque,
Moins deux pouces ayant six pieds
Fut un scélérat fieffé
Et même sans politesse.
Le dernier trait est resté classique. Vinrent ensuite les complaintes sur l’assassinat du duc de Berry, sur Papavoine, sur Fieschi, sur Lacenaire et tant d’autres célébrités du crime et de la guillotine.
Des complaintes basées sur des affaires criminelles, mises « en situation », on peut trouver des exemples de pastiche, ou de « complainte réinventée », dans des films tels que Drôle de drame ou Le Juge et l'Assassin (Complainte de Bouvier l'éventreur), ce dernier film étant inspiré de l'affaire Joseph Vacher, qui elle-même a donné lieu à plusieurs complaintes « authentiques ». Pour l'anecdote, Vacher l'« éventreur » exerça au cours de sa vie, entre autres activités, celle de musicien de rue, et de colporteur de chansons.

## Textes de complaintes
(liste non exhaustive)
 (juillet 2015).

### Textes de complaintes traditionnelles, ou sur des sujets «classiques»
- Le vrai portrait du juif-errant, complainte nouvelle sur un air de chasse (estampe), Épinal, De la fabrique de Pellerin, 1820 (lire en ligne).

### Textes de complaintes satiriques
- La Complainte des prétendants, Paris, Plon, 1818 (lire en ligne).
- Grande et véritable complainte sur la maladie et la mort de la Loi de justice et d'amour, autrement dite loi sur la police de la presse, décédée de faiblesse, en l'hôtel du Luxembourg, le 17 mai 1827, Paris, 1827 (lire en ligne).

### Textes de complaintes judiciaires
- La Vie mémorable et tragique du fameux scélérat Louis-Dominique Cartouche (lire en ligne).
- Complainte historique et circonstanciée sur les cruautés commises par un ci-devant épicier-droguiste, faussaire et empoisonneur[2] (air de Camarades, il nous faut chanter) – sur l'affaire Desrues (1777).
- Ladré, Complainte nouvelle à l'occasion de l'exécution, faite le 5 octobre 1784, de trois particuliers qui ont été condamnés, par arrêt de la Cour du Parlement, d'être rompus vifs en place de Grève pour avoir formé un complot de s'évader à mains armées, Paris, Valleyre l'aîné, 1784, 8 p. (lire en ligne) (air non-indiqué).
- Complainte de la Grande-Jeannette et de ses complices, écrite en 1785 dans le contexte de l'affaire de la grande Jeannette[3].
- Complainte sur la machine infernale[4] – sur l'attentat de la rue Saint-Nicaise (1800).
- M.J. (aut. non-identifié), Véritable complainte, arrivée de Toulouse, au sujet du crime affreux, commis à Rhodez, sur la personne de l'infortuné Fualdès… (air de la complainte du maréchal de Saxe, rebaptisé par la suite air de Fualdès), Paris, Poulet impr., 1818. – En ligne sur Google Books
  - L'« air de la complainte du maréchal de Saxe », musique de la chanson, sera rebaptisé par la suite, vu le retentissement de l'affaire Fualdès, l'« air de Fualdès »[5] et, sous cette dénomination, servira tout au long du XIXe siècle de timbre à des compositions du même genre. La célébrité de cette complainte sera telle que sa paternité fera longtemps débat[6]. Il existe d'autres complaintes sur cette affaire – dont La Vérité sur l'assassinat de M. Fualdès, les débats de ce fameux procès, et la condamnation des coupables… (air des Pendus)[7] –, mais celles-ci auront bien moins d'impact.
- Brosset, Grande complainte tirée des journaux et des audiences de la cour d'assises de la Meuse, sur l'horrible et épouvantable assassinat commis le 27 octobre de l'an 1828, dans la forêt dite Le Hazois, avec préméditation et de guet-apens, sur la personne de M. Étienne Pseaume… (air de la complainte du maréchal de Saxe, i.e. de Fualdès), Nancy, Barbier impr., 1829. – En ligne sur Gallica.
- Complainte sur Fieschi le régicide (air de Fualdès), Paris, Brioude impr., 1836. – Sur la même affaire : Complainte de Nina Lassave (air non-indiqué), Paris, Mévrel impr., [1836?]. – En ligne sur Gallica.
- Complainte du comte de Bocarmé (air non-indiqué), Paris, Moquet impr., 1851. – En ligne sur Gallica.
- « L'empoisonneuse Hélène Jégado. Complainte » (air de Fualdès) – sur l'affaire Jégado (1852) –, dans J.-M. Garnier, Histoire de l'imagerie populaire et des cartes à jouer à Chartres…, Chartres, Garnier impr., 1869, p. 278-283. – En ligne sur Gallica.
- Régis, Complainte sur Gaspard Matracia. Condamné à mort pour crime d'assassinat…[8] (air non-indiqué), Marseille, Senès impr., [1857]. – Sur la même affaire : Complainte de Gaspard Matraccia, natif de la Calabre, condamné à la peine de mort pour double assassinat, par la cour d'Assises des Bouches du Rhône le 13 février 1857 (air de Joseph), Marseille, Senès impr., [1857]. – En ligne sur Gallica.
- Un gone de Lyon (aut. non-identifié), Véritable et authentique complainte de Dumollard (air du Juif errant), Paris, Morris impr., 1862. – Sur la même affaire : Complainte sur Dumollard de Dagneux, département de l'Ain… (air du Juif errant), Clermont, Duchier, [1862?] – En ligne sur Gallica.
- J. Queirel, « Complainte de Léonard » (air du Chien fidèle), dans Affaire Léonard. Triple assassinat. - Incendie, Apt, Jean impr., 1862. – En ligne sur Gallica.
- Double complainte du sieur Edmond Couty de La Pommerais (air de Fualdès) – sur l'affaire indiquée[9] –, Paris, Ègrot, [1864?]. – En ligne sur Gallica.
- Complainte de Clédassou[10],[11] (air « connu »), Limoges, Mérimée - Chaumont, [1868?]. – En ligne sur Gallica.
- La Potence de la rue Bossuet. Complainte instructive et morale en vingt couplets (air de Fualdès) – sur l'affaire Pirin[12] –, Lyon, Dalery, [1869]. – En ligne sur Gallica.
- Auguste Mouret, Affaire Troppmann. Complainte (air de Fualdès), Limoges, Ducourieux impr., 1870. – Sur la même affaire : Hipp. Chatelin et Jules Choux, « La Seule véritable complainte de Troppmann, contenant le récit fidèle et authentique de l'horrible assassinat de Pantin » (air de Fualdès), dans Chatelin et Choux, Les Crimes célèbres. Troppmann ou Les Crimes de Pantin et de Soulz, Paris, Le Bailly, [1870?], p. 25-36. – En ligne sur Gallica.
- Dominique Cartery, Complaintes sur la femme aux aiguilles (air de Fualdès) – sur l'affaire Bouyou –, Brive, Roche impr., [1875 ou 1876]. – En ligne sur Gallica.
- La Complainte de la femme coupée en morceaux (air de Fualdès) – sur l'affaire Billoir[13] –, Paris, Heymann, [1876]. – En ligne sur Gallica.
- Deux bons gens d'armes (aut. non-identifiés), Complainte de Vitalis-Maria-Boyer. Assassinat et Parricide. Une femme coupée en morceaux (air de Fualdès) – sur l'affaire Vitalis et Boyer[14] –, Marseille, Bernascon impr., [1877]. – En ligne sur Gallica.
- Les 3 complaintes sur le triple assassinat de Saint-Quentin-de-Baron (concours de complaintes ; airs non indiqués) – sur l'affaire Lassime, Lavergne et Descombes[15] –, Bordeaux, Émile Pellerin, [1881]. – En ligne sur Gallica.
- « Complainte de Pranzini » (air de Fualdès), dans L'Exécution de Pranzini. Détails complets, Paris, Gabillaud, [1887?]. – En ligne sur Gallica.
- « La Complainte de la petite Marthe » (extraits ; air non-indiqué) – sur l'affaire Soleilland –, dans Le Petit Parisien, 12 février 1907. – Sur notamment la même affaire, et l'affaire Jeanne Weber : Les Crimes contre l'enfance - Chansons-complaintes sur les attentats commis dans l'année (airs divers), Paris, Henri Pascal, [1908?]. – En ligne sur Gallica.
- « Complainte » (air de Béranger), dans Les Chauffeurs de la Drôme, 7 assassinats, 9 victimes, Valence, Galéand impr., [1908?]. – En ligne sur Gallica.
- Godard, Au XXe Siècle le plus monstrueux des crimes. Violette l'empoisonneuse (air de la Paimpolaise) – sur l'affaire Violette Nozière –, Paris, Godard, [1933]. – En ligne sur Criminocorpus.
- Serge Alexandre, L'Affaire Stavisky (air de la Paimpolaise) – sur l'affaire indiquée –, [S.l.], [s.n.], [1934]. – En ligne sur Gallica.